# Corbalán
Corbalán település Spanyolországban, Teruel tartományban. Corbalán Teruel, Cuevas Labradas, Peralejos, Cedrillas, El Castellar, Formiche Alto és La Puebla de Valverde községekkel határos. Lakosainak száma 118 fő (2024).

## Népesség
A település népessége az utóbbi években az alábbiak szerint változott:
| Lakosok száma | 75   | 88   | 94   | 95   | 107  | 106  | 109  | 107  | 110  | 118  |
|               | 2001 | 2004 | 2007 | 2009 | 2012 | 2014 | 2017 | 2019 | 2022 | 2024 |